# Losos gorbuša
Losos gorbuša (Oncorhynchus gorbuscha) je ryba z rodu Oncorhynchus hojně lovená pro své maso.

## Výskyt
Žije převážně v chladných vodách v teplotním rozmezí 5,6 až 14,6 °C, za nejlepší teplotu se považuje hodnota 10,1 °C. Vyskytuje se v Tichém oceánu a na pobřežích Severního ledového oceánu. Na východě žije od řeky Sacramento v Kalifornii po řeku Mackenzie v Kanadě, na západě od Koreje po Lenu na Sibiři.